# Pyramiden von Stob

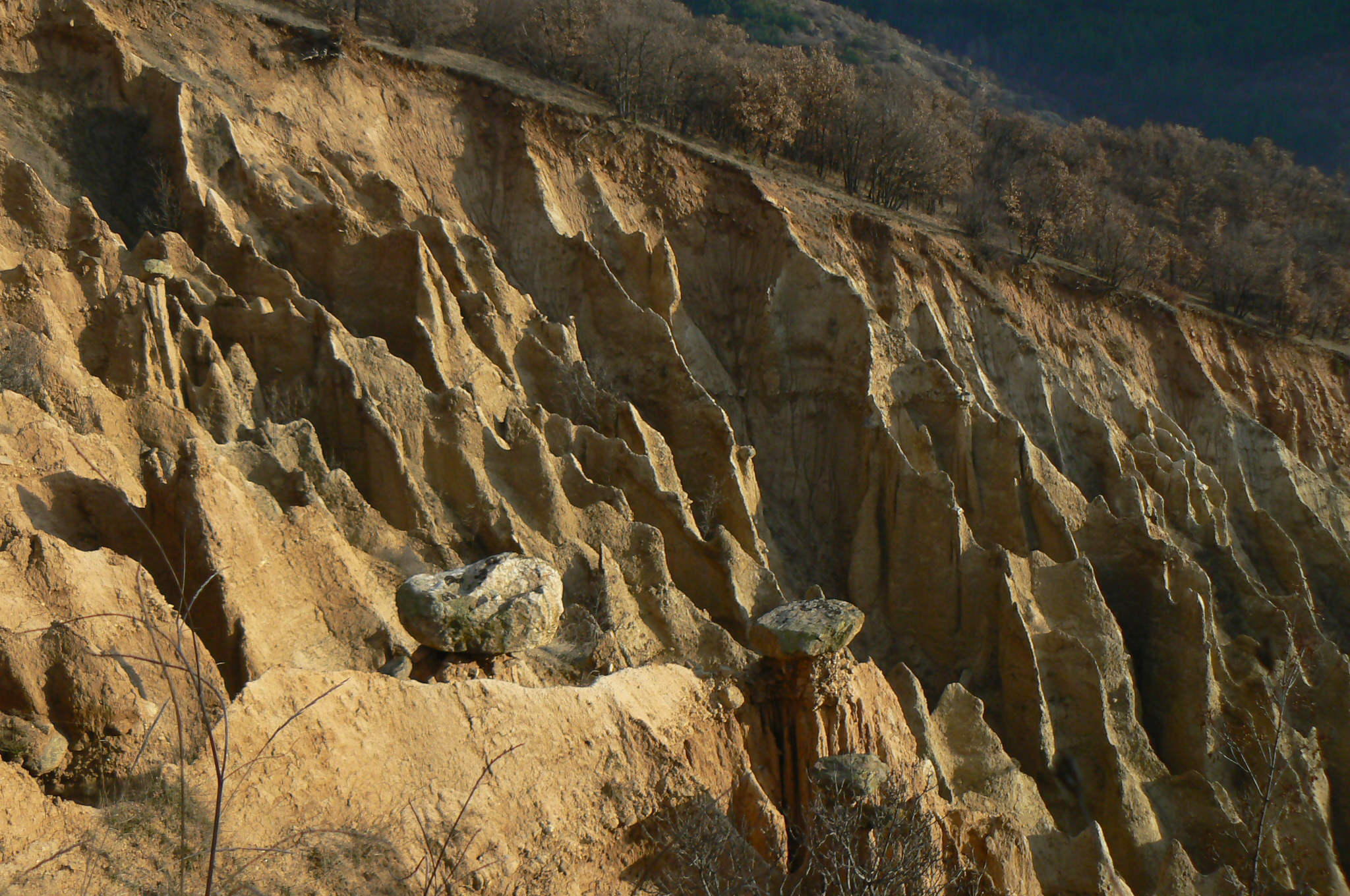
Blick auf die Pyramiden von Stob (1. Abschnitt)

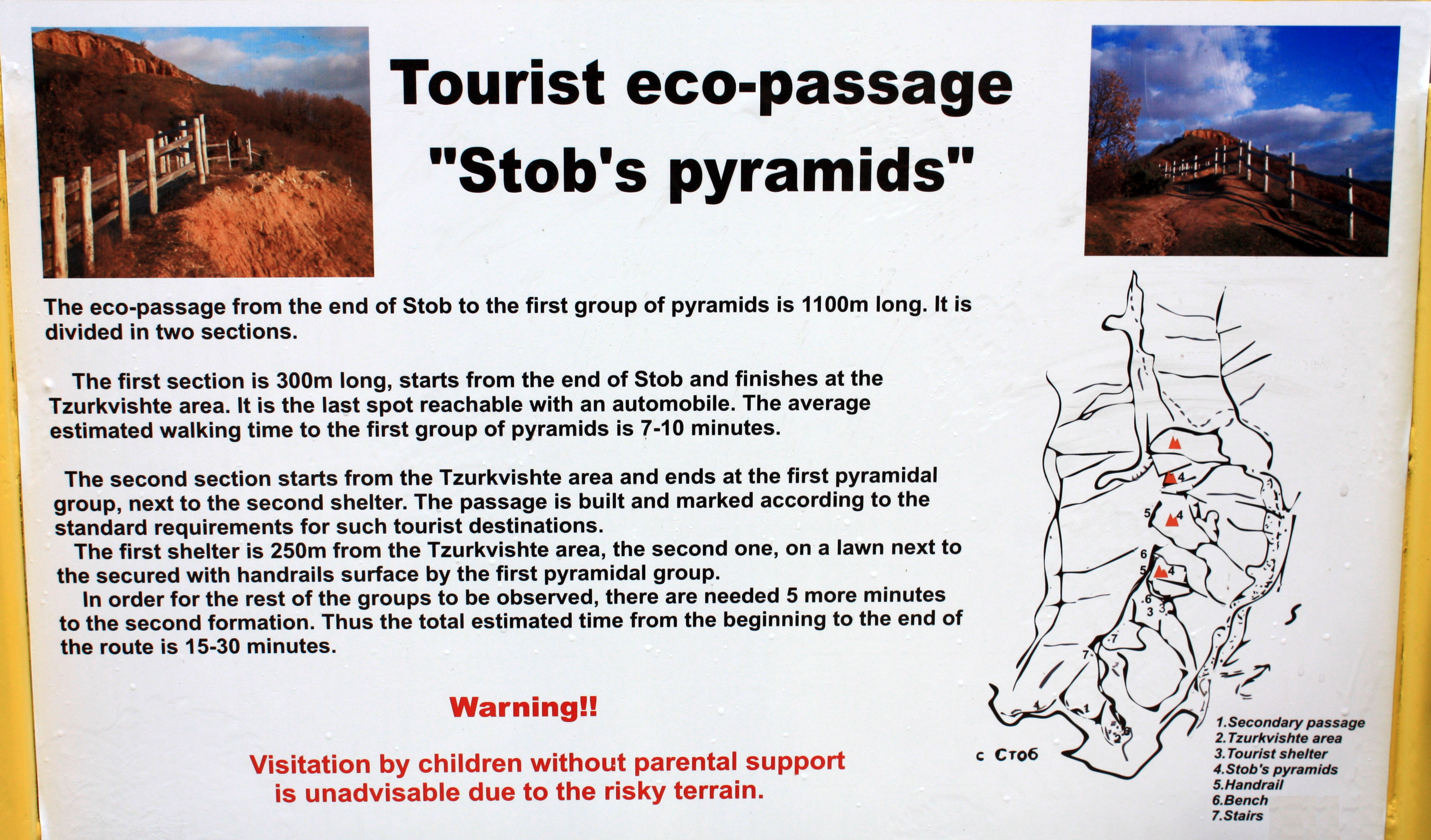
Positionstafel (englisch)

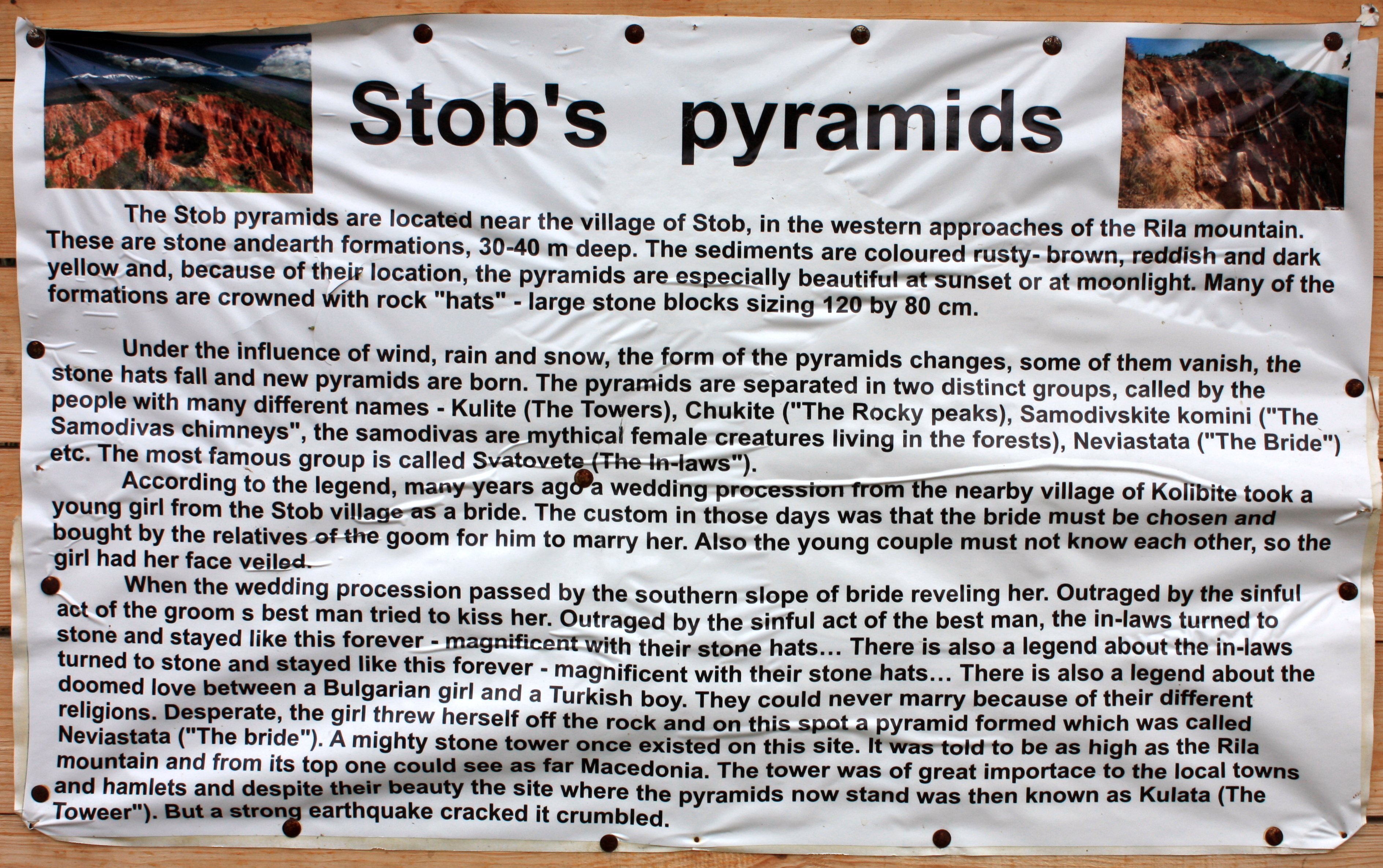
Informationstafel (englisch)

Die Pyramiden von Stob (bulgarisch Стобски пирамиди/Stobski piramidi) sind eine Felsformation im westlichen Teil des Rilagebirges, zwei Kilometer östlich des bulgarischen Dorfes Stob, 20 km westlich des Rilaklosters. Bei diesem Naturphänomen handelt es sich um Steinformation aus bizarren, stark verwitterten Sandsteinpyramiden. Die Pyramiden von Stob ähneln den Sandsteinpyramiden von Melnik und sind ebenfalls Erdpyramiden.
Die Skulpturen sind im Verlauf der jahrhundertelangen Erosion und Verwitterung des Bodens aus einem mit Geröll vermischten Sand-Lehm-Gemisch entstanden. Während die einen Pyramiden verschwinden, entstehen an anderer Stelle wieder neue. Entstanden sind die Pyramiden von Stob aus einer bis zu 40 m mächtigen Geröllschicht aus der Eiszeit, die von Lehm und grobkörnigem Sand zusammengehalten wird. Das Material wurde von abschmelzenden Eiszeitgletschern hierher gebracht, die die höheren Teile des Rilagebirges bedeckten.
Vom Dorf Stob aus, das in einem Talkessel liegt, erhebt sich nach Osten ein steil ansteigender Bergkamm (bulgarisch Кулски рид/Kulski rid), auf dem ein Wanderpfad entlang läuft. Der Bergrücken fällt zu beiden Seiten steil ab. Auf der südlichen Seite, beim Aufstieg die rechte Seite, ist der Berghang völlig verwittert und von tiefen Furchen durchzogen. Sowohl zur linken, als auch zur rechten Seite erstreckt sich ein Tal. Das nördliche Tal (beim Aufstieg links) ist das Gratschkowez-Tal (bulgarisch Гръчковец) und das südliche Tal ist das Bukowez-Tal (bulgarisch Буковец). Das übernächste Tal auf der nördlichen Seite ist das Rilatal, durch das der Rilafluss fließt und das nach Osten zum Rilakloster hoch im Rilagebirge führt. Der Pfad auf den Pyramiden von Stob verläuft auf einem Bergrücken, der stellenweise nur einen Meter breit ist. Obwohl der Pfad teilweise mit geflochtenen Weidenzäunen seitlich abgestützt ist, verändert er wegen der schnell fortschreitenden Verwitterung relativ schnell seine Lage. Der Aufstieg vom Dorf dauert zu Fuß ungefähr 40 Minuten. Von oben bietet sich ein Panoramablick weit nach Westen bis zum  Osogowogebirge (bulgarisch Осоговската планина) in Mazedonien, nach Osten zu den Gipfeln des Rilagebirges und nach Norden und Süden hinab in die benachbarten Täler.
Die Pyramiden haben eine mittlere Höhe von 7 bis 10 m, vereinzelt sind sie bis 12 m hoch. Sie weisen vielfältige Formen auf, meist sind sie jedoch pyramidenförmig oder konisch und oft mit einem Steinblock auf ihrer Spitze (1,20 bis 0,80 m Durchmesser), so dass sie Pilzen ähneln.
Die Pyramiden auf dem nördlichen Abhang des Bergrückens sind besser herausgearbeitet, da sie viel kleiner sind. Die meisten Paramiden liegen auf dem südlichen Abhang. Hier sind die Pyramiden größer und stehen dichter. Der Boden hat eine gelblich-braune Farbe, die stellenweise zwischen rostbraun, rötlich und dunkelgelb variiert. Besonders schön sehen die Pyramiden bei Sonnenuntergang und bei Mondlicht aus.
Die malerischen Sandsteinpyramiden von Stob nehmen eine Fläche von 7,4 ha ein und wurden 1964 zu einem geschützten Naturobjekt Bulgariens erklärt. Das gesamte Areal befindet sich im Naturpark Rila-Kloster.
Bis zu einem Erdbeben 1904 stand auf den Pyramiden von Stob ein steinerner Aussichtsturm, von dem die Gegend auch den Namen Kulata (bulgarisch Кулата/der Turm) hat.